# Władysław Wójtowski
Władysław Wójtowski (ur. 14 września 1896 w Bierdzianach) – chorąży pilot Wojska Polskiego, kawaler Orderu Virtuti Militari.

## Życiorys
Syn Karola i Franciszki z Ludwigów. We Wrocławiu ukończył szkołę średnią, a następnie szkołę leśną.
Po wybuchu I wojny światowej został w marcu 1915 roku powołany do odbycia służby w armii cesarskiej. Ukończył szkołę podoficerską w Poczdamie i został skierowany na front zachodni. W trakcie bitwy pod Chemin des Dames został wzięty do francuskiej niewoli.
Zgłosił się do służby w Błękitnej Armii gen. Józefa Hallera i został skierowany do szkoły lotniczej w Istres. Po jego ukończeniu został przydzielony do 59 eskadry breguetów. Do Polski powrócił w jej składzie i w walczył podczas wojny polsko-bolszewickiej. W lipcu 1920 roku, w załodze z ppor. obs. Janem Pietrażyckim, został przekazany do dyspozycji Szefowi Lotnictwa Frontu Południowego. Byli jedyną załogą 17 eskadry wywiadowczej jaka pozostała na froncie. W ciągu 9 dni lotnej pogody wykonali 16 lotów na rozpoznanie i nawiązanie łączności, często pod silnym ostrzałem nieprzyjaciela.
14 (lub 15) sierpnia 1920 roku, w załodze z por. obs. Henrykiem Sommerfeldem, podczas lotu w rejonie Radzymina wykonywał ataki z niskiej wysokości na oddziały Armii Czerwonej. Na skutek ognia przeciwlotniczego nieprzyjaciela został ciężko ranny w nogę. Pomimo tego zdołał doprowadzić samolot na macierzyste lotnisko, skąd został przetransportowany do warszawskiego szpitala. Po zakończeniu leczenia służył w 6 eskadrze wywiadowczej.
Po zakończeniu działań wojennych pozostał w Wojsku Polskim. 1 czerwca 1921 roku został przydzielony do Dyonu Zapasowego 2 pułku lotniczego w Krakowie. W 1929 roku ukończył kurs dowódców eskadr lotniczych w dęblińskim Centrum Wyszkolenia Oficerów Lotnictwa. Z dniem 31 lipca 1931 został przeniesiony w stan spoczynku. Po zwolnieniu z wojska przeniósł się na stałe do Grudziądza i zamieszkał przy ul. Moniuszki 3. Był żonaty, bezdzietny. Dalsze jego losy nie są znane.

## Ordery i odznaczenia
Za swą służbę otrzymał odznaczania:
- Krzyż Srebrny Orderu Wojskowego Virtuti Militari nr 8145 – 27 lipca 1922[10],
- Krzyż Walecznych trzykrotnie[1]
- Brązowy Krzyż Zasługi[1]
- Medal Pamiątkowy za Wojnę 1918–1921
- Medal Dziesięciolecia Odzyskanej Niepodległości[1]
- Odznaka za Rany i Kontuzje z jedną gwiazdką[1]
- Polowa Odznaka Pilota nr 64 – 11 listopada 1928 „za loty bojowe nad nieprzyjacielem w czasie wojny 1918-1920”[11]
- francuska Odznaka Pilota[1]